# Maximilian von Engelbrechten
Maximilian Friedrich Georg von Engelbrechten (* 2. Juli 1851 in Neustadt am Rübenberge; † 12. Februar 1911) war ein preußischer Generalleutnant.

## Leben

### Herkunft
Er entstammte der 1728 nobilitierten Familie Engelbrechten. Seine Eltern waren der hannoversche Oberstleutnant Karl von Engelbrechten (1821–1907) und Sophie von Hattdorf (1820–1903). Der preußische General der Infanterie George von Engelbrechten (1855–1935) war sein jüngerer Bruder.

### Militärkarriere
Engelbrechten besuchte die Realschule in Hannover und Gymnasien in Hameln und Osnabrück, bevor er am 10. Mai 1869 in das 6. Westfälische Infanterie-Regiment Nr. 55 der Preußischen Armee eintrat. Er nahm mit dem Regiment am Deutsch-Französischen Krieg, insbesondere an der Schlacht bei Colombey und den Gefechten bei Saarbrücken und Forbach teil. Vor Metz wurde er schwer verwundet und erhielt das Eiserne Kreuz II. Klasse.
Am 20. September 1870 avancierte Engelbrechten zum Sekondeleutnant und war vom 17. April 1872 bis zum 1. Oktober 1876 Adjutant des Füsilier-Bataillons. Vom 1. Oktober 1876 bis zum 24. Juli 1880 war er zur Kriegsakademie kommandiert, wurde am 12. August 1879 zum Premierleutnant befördert und war vom 12. Februar 1881 bis zum 24. Mai 1885 Regimentsadjutant. Unter Versetzung und Stellung à la suite des 8. Westfälischen Infanterie-Regiments Nr. 57 wurde er anschließend als Adjutant zum Gouvernement Ulm kommandiert. Zum Hauptmann avancierte er am 13. Juni 1885 und wurde dann am 12. Januar 1886 als Kompaniechef in das Regiment einrangiert. Am 22. März 1887 wurde Engelbrechten zum Niederrheinischen Füsilier-Regiment Nr. 39 und am 24. März 1890 zum neu aufgestellten zum Infanterie-Regiment Nr. 140 versetzt. Bereits am 20. September 1890 wurde er als Adjutant zur 4. Division kommandiert und stieg am 17. Mai 1892 zum Major auf. Unter Entbindung von seinem Kommando als Bataillonskommandeur wurde er am 14. September 1893 zum Infanterie-Regiment Nr. 24 versetzt. Bei Beauftragung mit den Funktionen eines etatmäßigen Stabsoffiziers erfolgte am 25. November 1898 die erneute Versetzung zum Infanterie-Regiment Nr. 49. Am 17. Dezember 1898 avancierte Engelbrechten zum Oberstleutnant. Seine Beförderung zum Oberst am 18. März 1901 erfolgte gleichzeitig mit der Berufung zum Kommandeur des Infanterie-Regiments Nr. 79. Am 20. Juli 1904 stieg er zum Generalmajor auf und wurde Kommandeur der 36. Infanterie-Brigade in Rendsburg. Am 22. März 1906 wurde Engelbrechten zu den Offizieren von der Armee versetzt und 1907 unter Verleihung des Charakters als Generalleutnant zur Disposition gestellt.

### Familie
Er vermählte sich 1881 in Hildesheim mit Frieda Hesse (1860–1924), mit der er vier Kinder hatte:
- Arnold (1883–1956), preußischer Hauptmann und Kompaniechef im Infanterie-Regiment „Bremen“ (1. Hanseatisches) Nr. 75 und vormaliger Leutnant bei der Schutztruppe in Kamerun, 1910 in Potsdam in den preußischen Adelstand gehoben[1] ⚭ 1913 Annemarie Freiin von Thüna (1882–1944)[2]
- Karola (* 1885)
- Pauline (* 1889) ⚭ 1909 Wilhelm Prentzel (1878–1945), Admiral in der Reichsmarine
- Karl-Hattorf (* 1899)